# Ladislav Blažek (ekonom)
Ladislav Blažek (* 13. dubna 1945 Brno) je český ekonom, manažer a vysokoškolský pedagog, v letech 1991 až 1999 první děkan Ekonomicko-správní fakulty Masarykovy univerzity (ECON MUNI). 
V roce 1968 získal inženýrský titul, když absolvoval studium oboru ekonomika a řízení strojírenské výroby. Po studiu pracoval v letech 1968 až 1975 jako projektant systémů řízení u podniku Kovoprojekta. V roce 1975 začal působit jako výzkumný pracovník na Ústavu teorie a metod řízení VUT v Brně než v roce 1980 nastoupil jako výzkumný pracovník Ústavu ekonomiky a řízení nevýrobní sféry Masarykovy univerzity. O rok dříve se navíc stal kandidátem věd v oboru teorie řízení a plánování.
Po sametové revoluci se stal v roce 1991 děkanem nově vzniklé Ekonomicko-správní fakulty Masarykovy univerzity, kterou pomáhal zakládat, a vedoucím Katedry řízení. V roce 1992 se poté habilitoval v oboru ekonomie. Ve funkci setrval do roku 1999, kdy se zároveň stal profesorem v oboru teorie řízení. Jeho nástupcem ve funkci děkana se stal Antonín Slaný. V rámci svých aktivit na ECON MUNI působil také jako člen její vědecké rady a jejího akademického senátu. Dále byl členem stejný orgánů (vědecká rada a akademický senát) na Masarykově univerzitě. V roce 1999 se stal vedoucím Katedry podnikového hospodářství.